# Zhang Miman
Zhang Miman, häufig Mee-mann Chang oder Meemann Chang zitiert, (* 17. April 1936 in Nanjing) ist eine chinesische Paläontologin. Sie hat eine Forschungsprofessur an der Chinesischen Akademie der Wissenschaften (Institut für Wirbeltierpaläontologie und Paläoanthropologie, IVPP) und befasst sich mit fossilen Fischen.
Sie studierte in Moskau mit dem Abschluss 1960 und promovierte 1982 in Stockholm mit einer Dissertation über Youngolepis. Danach war sie am IVPP, dessen Direktorin sie (als erste Frau) 1983 bis 1991 war. Sie war zu Auslandsaufenthalten an verschiedenen Naturkundemuseen und Universitäten in den USA, Japan, Schweden und Großbritannien.
Sie befasst sich mit fossilen Fischen und deren Paläoumwelt (Taxonomie, Phylogenie, Zoogeographie, Paläoökologie, Biostratigraphie), insbesondere in den Sedimentbecken der östlichen Provinzen Chinas und aus der Zeit des späten Mesozoikums bis zum Känozoikum (Alter rund 130 bis 50 Millionen Jahre). Die sich daraus ergebenden Beiträge zur Biostratigraphie hatten auch Einfluss auf die Erdölsuche in China. Ihre einflussreichste Arbeit betraf aber Schädelanatomie früher Fleischflosser (Sarcopterygier) aus dem frühen Devon der östlichen Yunnan-Provinz, besonders Youngolepis und Diabolepis Bei beiden war sie Erstbeschreiberin mit X. B. Yu und dank ihrer Studien konnte eine nahe Verwandtschaft mit den Lungenfischen nachgewiesen werden und diese in eine zentrale Linie der Tetrapodenentwicklung eingeordnet werden.
Sie erstbeschrieb auch Paralycoptera, ein früher Knochenzünglerartiger aus der frühen Kreide Ostchinas (1977 mit Chou, Neueinordnung 2009).
In jüngster Zeit befasste sie sich mit Karpfenartigen (Cypriniformes) und speziell Saugkarpfen (Castostomidae), deren ausgestorbene Gattung Amyzon aus dem Eozän von China sehr ähnlich der Gattung in Nordamerika ist, und Karpfenfischen (Cyprinidae) aus dem Miozän und Pliozän Chinas, die teilweise denjenigen vom Nordwesten Japans oder denen Europas ähneln. Da es sich um Süßwasserfische handelt weist eine Ähnlichkeit eine geologische Verbindung hin. Sie arbeitet mit anderen Wissenschaftlern auch an der Klärung der Verwandtschaftsverhältnisse rezenter Arten.
Sie spielte eine wichtige Rolle in China nach der Kulturrevolution die Paläontologie wieder aufzubauen und internationale Kontakte zu knüpfen.
1992 bis 1996 war sie Präsidentin der International Paleontological Association und 1993 bis 1997 Präsidentin der Paleontological Society of China. 1991 wurde sie Mitglied der Chinesischen Akademie der Wissenschaften. 1995 wurde sie auswärtiges Mitglied der Linnean Society of London, 2011 Mitglied der Königlich Schwedischen Akademie der Wissenschaften und 1997 Ehrenmitglied der Society of Vertebrate Paleontology.
2016 erhielt sie die Romer-Simpson-Medaille. 2011 wurde sie Ehrendoktorin der University of Chicago. Für 2018 wurde ihr der UNESCO-L’Oréal-Preis zugesprochen. 2021 wurde ein Asteroid nach ihr benannt: (347336) Changmeemann.
Dedikationsnamen für sie sind die Gattung der Sarcopterygier Meemannia (Zhu, Yu, Wang, Zhao & Jia, 2006), der Theropode Sinovenator changii (Yu u. a. 2002), der fossile Vogel Archaeornithura meemannae (Wang u. a. 2015).

## Schriften
- Rhipidistians, Dipnoans and Tetrapods, in: Hans-Peter Schultze, Linda Trueb (Hrsg.), Origins of the higher groups of tetrapods, Controversy and Consensus, Cornell University Press, 1991